# Imre Erdődy
Imre Erdődy (Budapest, Austrohongria, 26 de març de 1889 – Budapest, Hongria, 11 de gener de 1973) va ser un gimnasta artístic hongarès, que va competir a començament del segle xx.
El 1912 va prendre part en els Jocs Olímpics d'Estocolm, on va guanyar la medalla de plata en la prova del concurs complet per equips del programa de gimnàstica.
El 1928, a Amsterdam, va disputar els seus segons i darrers Jocs Olímpics. En aquests Jocs disputà quatre proves del programa de gimnàstica, sent la 10a posició del concurs complet per equips la millor classificació.